# Zabad
Zabad (anciennement Zébed) est un petit village du district d'al-Safira, dans le gouvernorat d'Alep, à son sud-est.
Sous l'Empire byzantin, l'agglomération se développe dans une vallée au nord-est des reliefs du gabal Sbayt (ou Jabal Shubayt (ceb)). À l'origine, elle était probablement « un bâtiment militaire qui a progressivement évolué en complexe religieux (monastique ?), sans perdre pour autant sa fonction de refuge », selon Marion Rivoal (2010, p. 218).
Zabad est connu pour être le lieu de découverte de l'inscription trilingue de l'église Saint-Serge, considérée comme un des plus anciens documents, sur une inscription datée, en langue et en écriture arabe préislamique (en).